# Семейная атмосфера (фильм)
«Семейная атмосфера» (фр. Un air de famille) — французский комедийный фильм 1996 года, поставленный режиссёром Седриком Клапишем по одноимённой пьесе Жан-Пьера Бакри и Аньес Жауи. В 1997 году фильм получил 3 кинопремии «Сезар» из пяти категорий, в которых был номинирован.

## Сюжет
У семьи Менар есть традиция, они каждую пятницу собираются в кафе-бар под названием «Au Père tranquille» (У спокойного отца). Кафе принадлежало отцу семейства, а теперь перешло к среднему сыну, Анри. У него есть брат, успешный бизнесмен и общий любимец Филипп. Анри всю жизнь находится в тени брата, считаясь «очередным дурачком» в семье; на него почти не обращают внимания. Бетти — их 30-летняя сестра, искренняя феминистка, которую мать и брат Анри недооценивают.
Взаимоотношения между членами семьи самые разные, и вот, когда гости уходят, и все остаются в кругу семьи, становится понятным, что в отношениях всех членов семьи очень высокое напряжение. Похоже, уже давно и прочно друг друга раздражают, имея массу взаимных претензий…

## В ролях
| Актёр              | Роль        |
| ------------------ | ----------- |
| Жан-Пьер Бакри     | Анри        |
| Жан-Пьер Дарруссен | Дени        |
| Катрин Фро         | Иоланда     |
| Аньес Жауи         | Бетти       |
| Клэр Морье         | мадам Менар |
| Седрик Клапиш      | отец в 1967 |